# Wilhelm-Raabe-Preis
De Wilhelm Raabe-Preis was een literatuurprijs in de periode 1944 - 1990 die door de stad Braunschweig (D) werd ingesteld als herinnering aan de schrijver Wilhelm Raabe (1831 - 1910). Aan de prijs was een geldprijs verbonden (€ 2500, vanaf 1954 € 5000). De prijs werd eerst jaarlijks en vanaf 1954 om de drie jaar uitgereikt aan een verdienstelijk schrijver.
In 1990 werd de prijs voor het laatst uitgereikt.
In 2000 stelde de stad Braunschweig samen met Deutschland Radio een nieuwe naar Wilhelm Raabe vernoemde prijs in, de Wilhelm Raabe-Literaturpreis.

## Prijswinnaars
| Jaar | Naam                   | Bekroond boek                    |
| 1990 | Gerhard Köpf           | Eulensehen                       |
| 1987 | Siegfried Lenz         | Exerzierplatz                    |
| 1984 | Alois Brandstetter     | Altenehrung                      |
| 1981 | Hermann Lenz           | Der innere Bezirk                |
| 1978 | Horst Bienek           | Die erste Polka / Septemberlicht |
| 1975 | Uwe Johnson            | Jahrestage                       |
| 1972 | Walter Kempowski       | Tadellöser und Wolf              |
| 1969 | niet uitgereikt        |                                  |
| 1966 | Heimito von Doderer    | Die Wasserfälle von Slunj        |
| 1963 | Hans Erich Nossack     |                                  |
| 1960 | Gerd Gaiser            | Schlußball                       |
| 1957 | Friedrich Georg Jünger | Die beiden Schwestern            |
| 1954 | Max Frisch             | Stiller                          |
| 1950 | Hermann Hesse          |                                  |
| 1949 | Ina Seidel             |                                  |
| 1948 | Werner Bergengruen     |                                  |
| 1947 | Fritz von Unruh        |                                  |
| 1944 | Ricarda Huch           |                                  |